# Parinacota (wulkan)
Parinacota – stratowulkan na granicy chilijsko-boliwijskiej. Ostatnia erupcja Parinacoty miała miejsce ok. 230 r. n.e. ± 300 lat. Około 8000 lat temu erupcja spowodowała lawinę o objętości 6 km³. Ta lawina zablokowała niektóre odpływy wody w okolicy, przez co powstało jezioro Chungará.
Wspinaczkę utrudniają penitenty. Na wysokości około 5300 m na siodle pomiędzy Parinacotą a Pomerape można rozbić obóz. W niedaleko położonej wiosce Sajama można wynająć przewodnika.